# Stefan O'Connor
Stefan Ramone Sewell O'Connor (sinh ngày 23 tháng 1 năm 1997) là một cầu bóng đá người Anh đang chơi ở vị trí trung vệ cho câu lạc bộ Arsenal. O'Connor hiện thi đấu tại giải League Two cho câu lạc bộ York City dưới dạng cho mượn.

## Sự nghiệp
O'Connor được sinh ra ở Croydon, London. Anh gia nhập học viện của Arsenal năm 2010 trước đó là tại Crystal Palace.

## Phong cách chơi
O'Connor có thể chơi ở vị trí Trung vệ hay Hậu vệ cánh phải.

## Thống kê
| Câu lạc bộ          | Mùa giải            | Giải đấu            | Giải đấu | Giải đấu | FA Cup | FA Cup  | League Cup | League Cup | Khác   | Khác    | Tổng cộng | Tổng cộng |
| Câu lạc bộ          | Mùa giải            | Giải đấu            | Ra sân   | Ghi bàn  | Ra sân | Ghi bàn | Ra sân     | Ghi bàn    | Ra sân | Ghi bàn | Ra sân    | Ghi bàn   |
| ------------------- | ------------------- | ------------------- | -------- | -------- | ------ | ------- | ---------- | ---------- | ------ | ------- | --------- | --------- |
| Arsenal             | 2014–15             | Premier League      | 0        | 0        | 0      | 0       | 0          | 0          | 1      | 0       | 1         | 0         |
| Arsenal             | 2015–16             | Premier League      | 0        | 0        | 0      | 0       | 0          | 0          | 0      | 0       | 0         | 0         |
| Arsenal             | Tổng cộng           | Tổng cộng           | 0        | 0        | 0      | 0       | 0          | 0          | 1      | 0       | 0         | 0         |
| York City (mượn)    | 2015–16             | League Two          | 4        | 0        | —      | —       | —          | —          | —      | —       | 4         | 0         |
| Tổng cộng sự nghiệp | Tổng cộng sự nghiệp | Tổng cộng sự nghiệp | 4        | 0        | 0      | 0       | 0          | 0          | 1      | 0       | 5         | 0         |

## Liên kết
- Stefan O'Connor Lưu trữ ngày 10 tháng 12 năm 2014 tại Wayback Machine tại Arsenal F.C.
- Stefan O'Connor tại Soccerbase